# 挑逗性謀殺
《挑逗性謀殺》（法語：Les Amants criminels）是1999年法國導演法蘭索瓦·歐容執導的心理驚悚恐怖電影，事實上是糖果屋的現代複述。

## 劇情
高中生艾丽斯说服男友吕克谋杀同学赛义德，她声称赛义德强奸了她。一天深夜，他们在树林里处理赛义德的尸体，兩人在找车的路上迷路了，被一个神秘的老隐士抓住。当这个陌生人把这对年轻情侣和赛义德的尸体锁在地窖里，并透露他打算吃掉他们时，事情发生了奇怪的转变。陌生人套住呂克，說服他做愛，才能讓兩人活下來。在与陌生人同床共枕后，吕克没有杀死隐士就逃出了森林。
当兩人从森林中走出来时，他们发现警察在他们的车附近。当局已经知道了他们对赛义德的谋杀，并逮捕了他们和隐士，显然是發現了赛义德的尸体。路克陷入捕熊陷阱後被捕，艾丽斯试图逃跑，但最终被警察槍斃。在最后的情节中，呂克想要阻止正在殴打隱士的警察，但这是徒劳的。在绝望和痛苦中，吕克被警车運到了城里。

## 演员
- 娜塔莎·雷尼耶 饰 艾丽斯
- 薩利姆·凱希烏什 饰 赛义德
- 佩賈·馬諾伊洛維奇 饰 神秘老人
- 傑黑米·何內 饰 吕克
- 亞斯敏·貝爾馬迪（英语：Yasmine Belmadi） 饰 卡里姆

## 反响
在评论聚合网站爛番茄上，這部電影基於15位評論家的評分為67%，平均評分為6.1/10。在Metacritic上，根據13位評論家的評論，這部電影的評分為59分（滿分100分），表示“褒贬不一或一般評價”。
BBC的尼爾·史密斯稱這部電影是“令人不安的顛覆性驚悚片，將虐待狂、同類相食和同性戀結合在一起，產生越來越瘋狂的效果”。
《娱乐周刊》的歐文·格萊伯曼將其比作《激流四勇士》和《糖果屋》童话故事的融合。
《纽约时报》的艾爾維斯·米切爾曾批評這部電影，寫道“它從未發展出自己的生命”，因為“是童話故事、老電影和小報故事的混合體”。